# Trony
Trony è una catena italiana di negozi specializzati nella vendita di elettrodomestici, prodotti di elettronica di consumo, di informatica e telefonia.
Trony era un gruppo formato inizialmente da 18 soci, distribuiti su tutto il territorio nazionale, che comprendeva complessivamente 186 punti vendita: i collaboratori ammontavano a circa 2500 unità. Al 18 aprile 2019, la catena è arrivata a 209 punti vendita, di cui 19 a marchio Mini-Trony, superando i 3500 addetti.

## Gruppo Rinascente
L'insegna viene costituita nel 1991 come catena di negozi di elettronica del gruppo La Rinascente che apre un primo negozio il 28 settembre dello stesso anno presso il centro commerciale Rho Center a Rho nel milanese. Trony era una società controllata al 51% dalla Rinascente, mentre la quota restante era nelle mani di Sogema, un gruppo d'acquisto costituito dagli aderenti al consorzio di distribuzione specializzata Expert che controllava in Lombardia una quota rilevante del mercato degli elettrodomestici. Il progetto del gruppo Rinascente prevedeva che all'apertura del punto di vendita di Rho ne seguissero altre, in rapida successione nel corso del 1992. I negozi Trony furono dislocati prevalentemente all'interno dei centri commerciali e degli ipermercati del gruppo. L'obiettivo di Trony era quello di coprire entro un triennio l'1,5% di un mercato globale stimato in 6 miliardi di euro (12.000 miliardi di lire). Uno scopo che doveva essere raggiunto sia attraverso i centri commerciali che con strutture autonome.

## Grossisti Riuniti Elettrodomestici
Nel 1996, a causa del forte deficit accumulato dalla società, il gruppo torinese mette in vendita il marchio Trony, che viene ceduto ad Unieuro, che a sua volta la vende ad un gruppo imprenditoriale milanese denominato Grossisti Riuniti Elettrodomestici (GRE).
Nel 1997 viene lanciata ufficialmente come catena nazionale, al fine di contrastare i grandi gruppi esteri che si stavano lanciando sul mercato italiano.
Nel gennaio del 2012 la compagine sociale cresce e si rinforza, grazie alla joint venture fra Co-Pre, storica Cooperativa fondata nel 1971 e presieduta da Giuliano Sbaraini e CO.V.E., Cooperativa Veneta di rivenditori elettrodomestici ed elettronica di consumo presieduta da Luca Castagna. Le due realtà formano GCC, un unico grande consorzio che opera nell'orbita G.R.E. per conseguire maggiore efficienza sul mercato e nei rapporti con l'Industria sul fronte dello sviluppo della rete. G.R.E. conta all'epoca oltre 331 punti vendita attivi sul territorio nazionale con le insegne Trony per i centri urbani più grandi e Sinergy per i comuni più piccoli.
L'espansione pianificata negli ultimi anni esprime l'interesse dei soci a investire risorse per fidelizzare la clientela e presidiare strategicamente il territorio, nei bacini più importanti o dove le insegne Trony e Sinergy non siano presenti. La scelta delle location è strettamente vincolata da opportunità concrete indipendentemente dalla presenza di centri commerciali.
Trony è controllata da 23 aziende azioniste che possiedono una partecipazione paritetica, nel rispetto delle proprie origini cooperativistiche. La società è condotta da un consiglio di amministrazione presieduto da Giuliano Sbaraini e composto da altri 6 membri che, oltre ad essere un'ampia rappresentanza della base sociale, garantiscono anche numericamente la pluralità dei soci.

## Acquisizione di Darty Italia
Il 21 novembre 2012 Darty Italia sigla un accordo di partenariato con il gruppo italiano DPS Group, all'epoca socio di maggioranza di Trony-GRE, per il passaggio di 20 negozi Darty posizionati in Veneto, Piemonte, Emilia-Romagna, Lombardia e Liguria sotto l'insegna Trony concretizzatosi nel mese di marzo 2013. L'accordo prevede anche l'entrata di Darty nell'azionariato DPS Group pari al 15% del capitale.

## Acquisizione di Fnac Italia
Il 22 aprile 2013, il liquidatore di Fnac Italia, Matteo Rossini, firma un accordo per la cessione dei cinque negozi ancora aperti a DPS Group.
Nell'estate del 2013, poi, DPS Group tramite una nuova società denominata FRC Group prende in gestione, con affitto di ramo d'azienda, i negozi collocati nei centri storici di Milano, Torino, Genova, Verona e Napoli mantenendo l'insegna Fnac. I cinque negozi vengono riaperti il 15 luglio, senza avere più alcun legame societario con la società  francese. Nella primavera del 2014 DPS Group completa l'acquisizione dei punti vendita Fnac di Milano, Napoli, Genova e Verona (Torino viene chiuso a causa di uno sfratto esecutivo). Tra il mese di maggio e agosto l'insegna Fnac scompare definitivamente dal territorio italiano, venendo sostituita da Trony. Tra agosto 2017 e gennaio 2018 tutti e quattro i negozi vengono chiusi.

## Entrata del gruppo Papino
Il 23 marzo 2014 Papino Elettrodomestici S.p.A., storico dettagliante siciliano e da anni fra i soci più noti del gruppo Expert, ha firmato un accordo di partenariato con il gruppo GRE in cui dal 30 marzo ha iniziato la conversione dei 30 punti vendita dall'insegna svizzera a quella italiana. Il 18 aprile 2019, inaugura a Maregrosso (ME), il suo 37º punto vendita a marchio Trony.

## Crisi e chiusura di punti vendita
Il 21 marzo 2017, la società EDOM S.p.A. che deteneva la licenza esclusiva dell'insegna Trony a Roma, fallisce per bancarotta fraudolenta sancendo la chiusura di tutti gli otto punti vendita della capitale. I negozi subiranno diverse sorti: tre sono stati ceduti al Gruppo Nova facente capo ad Euronics mentre il punto vendita dell'Eur viene rilevato da Unieuro. Dal 5 ottobre 2017 quattro degli ex punti vendita sono stati riaperti con l'insegna di Trony segnando il ritorno della catena nella capitale, salvo poi essere ceduti a Euronics da settembre 2018.
Nel 2017 DPS Group, che fa capo all'imprenditore pugliese Antonio Piccinno, causa investimenti errati e una gestione non all'altezza della concorrenza, si trova in grande difficoltà: a settembre 2017 concede in affitto i negozi attivi a Vertex, società controllata da Aldo Piccinno, figlio di Antonio mentre DPS Group viene messa in liquidazione. A gennaio 2018 i negozi di Veneto e Lombardia, in vista di una possibile acquisizione, vengono retrocessi da Vertex a DPS Group in liquidazione. Il 26 gennaio 2018, DPS Group è ammessa alla procedura del concordato in bianco dal Tribunale di Milano con i lavoratori pagati nella quota stabilita dal commissario di DPS, Alfredo Haupt. Il 17 marzo, tutti i negozi ancora controllati da Vertex, tranne il punto vendita di Taranto, vengono retrocessi a DPS.
Il 18 marzo 2018, la società DPS Group viene dichiarata fallita e vengono chiusi 43 punti vendita situati in Veneto, Lombardia, Piemonte, Liguria e Puglia.
Il peso che DPS Group aveva nel fatturato di GRE era di circa il 27% (2016).
A luglio 2018 Unieuro tramite la procedura indetta dal Tribunale, rileva 8 negozi ex DPS situati nelle province di Milano (3), Imperia (2), Padova, Potenza e Taranto, che riaprono nell'autunno dello stesso anno.
Nel 2019, il Gruppo Papino annuncia oltre 80 esuberi in alcuni dei suoi 32 punti vendita, di cui 31 in Sicilia e il negozio di Benevento, iniziando quindi la chiusura di molti dei suoi punti vendita, portando alla catena Trony la perdita di molti negozi nel territorio Siciliano, specie nella provincia di Palermo, Messina, e Catania.
Nonostante la proposta da parte delle categorie sindacali di accedere agli ammortizzatori sociali e la richiesta del bilancio del 2018,  dall’azienda non è arrivata alcuna risposta.
Nel 2020 in Lombardia il Gruppo IF65 della famiglia Odolini, azionista GRE,  tramite la sua controllata Supermedia S.p.A. gestisce 31 punti vendita Trony in negozi di proprietà, già affermati sul territorio con insegna Supermedia, spesso ubicati nei centri commerciali del gruppo a fianco dei negozi Italmark, Sportland, Stilnovo.

## Elenco soci GRE
| Soci                           | Numero di negozi |
| ------------------------------ | ---------------- |
| CO.PRE SOC. COOP. A.R.L.       | 77               |
| PAPINO ELETTRODOMESTICI S.P.A. | 37               |
| CO.V.E Soc. Coop.              | 32               |
| DML S.p.a.                     | 28               |
| GRUPPO IF65                    | 32               |
| JUMBO S.p.A.                   | 12               |
| DICAL S.r.l.                   | 14               |
| BELLANTI S.P.A.                | 9                |
| FALCO S.p.a.                   | 6                |
| ELETTROCASA S.r.l.             | 4                |
| EUROCOM D.L.E. S.p.A.          | 2                |
| COPPOLA VINCENZO S.r.l.        | 1                |
| GALIANO DINO S.r.l.            | 1                |

## Lancio insegna Mini-Trony
Nel 2016 G.R.E. Spa, società titolare delle insegne Trony e Sinergy, vara un programma di affiliazione rivolto ad imprenditori e negozi indipendenti nel settore della distribuzione di prodotti di elettronica di consumo. In tale contesto, Stefano Belingheri, Direttore Generale di GRE Spa afferma: “La nostra competenza arriva oggi ‘sotto casa’ grazie al programma MiniTrony: ci rivolgiamo a realtà di medio-piccole dimensioni che fanno della prossimità alla clientela un forte vantaggio competitivo. L’affiliazione al programma consentirà loro di consolidare la propria posizione nel panorama distributivo locale e di crescere ulteriormente in termini di notorietà, posizionamento e fatturato".
Al 31 marzo 2019 i negozi Mini-Trony attivi sono 19.